# Experimento Fordham
El experimento Fordham fue un experimento realizado en el marco de un estudio sobre "Los efectos de la Televisión" por Eric McLuhan y Harley Parker en la Universidad de Fordham en 1967 y 1968. El propósito del experimento era demostrar a los estudiantes que existe una diferencia entre los efectos en la audiencia de las películas mostradas en el cine respecto de las observadas en una televisión, y tratar de determinar cuales son esas diferencias.

## El experimento
Se pensaba que el origen de la diferencia se debía a que las películas en el cine presentan luz reflejada ('iluminada') hacia el espectador, mientras que una imagen de televisión se encuentra retroiluminada (o 'atravesada por la luz'). Los experimentadores mostraron dos películas, un documental y una película con un pequeño argumento sobre caballos, de forma secuencial a dos grupos de personas de tamaño equivalente, y pidieron a los espectadores que escribieran media página de comentarios sobre sus reacciones. 
Las reacciones de los grupos a una de las películas fueron más o menos similares. Se encontraron reacciones distintas, sin embargo, para la otra. Generalmente, la presentación de la 'luz encendida' (cine) se percibió como habiendo bajado la visualidad de tacto y aumentado la visualidad, en comparación con el tacto alto y una visualización menor de la presentación por televisión.
La visualidad disminuyó al pasar del cine a la televisión:
- Los comentarios sobre técnica cinemática bajaron del 36% para el cine a menos del 20% para la TV
- Los comentarios sobre escenas específicas se redujeron del 51% al 20%
- Los comentarios objetivos sobre un "sentido de poder" en animales se redujeron del 60% a un 20%

La evocación sensorial aumentó al pasar del cine a la televisión:
- Los comentarios sobre la evocación sensorial y un sentido de participación de tensión aumentó de un 6% para el cine a un 36% para la TV
- Los comentarios sobre el sentimiento de una pérdida de tiempo aumentaron del 6% al 40%
- Los comentarios sobre un sentido de participación total aumentaron de un 15% a un 64%
- Los comentarios sobre un sentido de implicación emocional total aumentaron del 12% a un 48%

Los investigadores concluyeron que en el cine se presentaba un desplazamiento sensorial caracterizado por una reducción del sentido visual y un aumento de la percepción sensorial.
Aunque este experimento tiene validez, no trata directamente con el punto central propuesto por Marshall McLuhan en el sentido que la imagen del cine, por lo general de un marco de 35 mm, está hecha de millones de puntos, o emulsiones, y está mucho más "saturada" que las líneas y píxeles de la imagen de la televisión. 
McLuhan sostuvo que la pantalla de televisión invitaba a la audiencia a "rellenar" una imagen de baja intensidad, en forma similar al ejercicio de delimitación de un dibujo. 
Esto hizo a la televisión como requiriendo un mayor nivel de "participación" y más sensorial. La imagen de alta intensidad de la imagen de películas permite presentar más información en pantalla, pero también requiere un mayor grado de percepción visual y cognición. En ese sentido, McLuhan dijo, que el cine es un medio "caliente," y la televisión un baño "frío".